# Щасливе сімейство Мумі-тролів
Щасливе сімейство Мумі-тролів (яп. 楽しいムーミン一家, Tanoshii Muumin Ikka) — японський аніме-серіал, створений спільно голландською компанією «Telecable Benelux B.V» і японськими анімаційними студіями «Telescreen Japan Inc.» і «Visual 80» за мотивами серії дитячих книг фінської шведськомовної письменниці Туве Янссон. У 1992 Році вийшов однойменний аніме-фільм за другою книгою серії «Мумі-тролі» під назвою Комета у Мумі-долі

## Актори та герої(Японськоюмовою)
- Мінамі Такаяма — Мумі-троль
- Акіо Оцука — Мумі-тато
- Ікуко Тані — Мумі-мама
- Міка Канай — Хропся
- Коясу Такехіто — Нюхмумрик
- Рей Сакума — Маленька Мю
- Рюсей Накао — Чмих
- Ясуюкі Хірата — Хропусь
- Мінору Яда — Гемуль
- Масато Яманочі — Ондатр (Хохуля)
- Юко Кобаяші — Мюмла
- Такая Хаші — Начальник поліції
- Еміко Шіраторі — Голос за кадром
- Сумі Шімамото — Філіфьонка

## Відмінності від книг
Цей серіал має деякі сильніші відмінності від книг, ніж «Розповіді про мумі-тролів» 80-х років, але не так сильно, як перше японське аніме 60-х років:
- Маленька Мю з'являється в серіалі з самого початку, однак в книгах стала постійним персонажем в пізніх творах.
- Крижана Дама виглядає інакше від опису в книзі.
- Персонажка Алісія та її бабуся були вигадані спеціально для цього аніме і не зустрічаються у книгах та коміксах.